# Charles-Janus de Buttet
Pour les articles homonymes, voir Buttet.
Pour les autres membres de la famille, voir Famille de Buttet.
Charles-Janus de Buttet (v. 1590 - 16 septembre 1630), seigneur d'Entremont, au Bourget-du-Lac, avocat et conseiller du duc Charles-Emmanuel Ier de Savoie. Il fut Ier syndic de Chambéry, négociateur et signataire du traité d'armistice passé le 15 mai 1630, entre le duché de Savoie et le royaume de France représenté par Louis XIII, dont les armées avaient envahi les États de Savoie.
Pressenti pour être admis comme sénateur au Sénat de Savoie, il meurt prématurément, le 16 septembre 1630,  de la peste qui frappe le duché de Savoie.

## Biographie

### Origines
Charles-Janus de Buttet est né vers 1590 à Chambéry. Il est issu d'une famille savoyarde originaire d'Ugine.
Son grand-père, Jean-François Ier de Buttet, est maréchal-des-logis de S.A. deçà les monts en 1560, du duc Emmanuel-Philibert de Savoie. Sa grand-mère est Humberte de Pingon, sœur d'Emmanuel-Philibert de Pingon. Son père est Jean-François II de Buttet (1561-1613) avocat du duc Henri Ier de Savoie-Nemours de 1604 à 1608, sénateur au Souverain Sénat de Savoie, à Chambéry, de 1608 à 1610, puis président du Conseil de Genevois, à Annecy de 1610 à 1613. Sa mère, Antoinette du Coudray, est la fille d'Amédée du Coudray, conseiller d'État et de Charlotte Bollaye. Il est le frère cadet de sept sœurs, dont quatre sont entrées au couvent.
Il épouse le 18 juillet 1624, Jeanne de Reydet, fille de Claude, seigneur de Manigod et de Pressy, conseiller d'État du duc de Savoie, et d'Isabelle de Lescheraine,. De cette union sont nés trois enfants, morts de la peste en 1630, dont François de Buttet, le fils aîné, est directement inhumé dans le verger de la maison Forte d'Entremont au Bourget, en raison des prescriptions imposées en période de contagion de la peste, en Savoie. Son père obtiendra ultérieurement la translation de son corps dans le tombeau de famille de Sainte-Marie-Égyptiaque.

### Carrière
Charles-Janus de Buttet est avocat et conseiller du duc Charles-Emmanuel Ier de Savoie en 1612. Il est nommé Ier syndic de la ville de Chambéry, de 1624 à 1630. À ce titre, il est délégué le 15 mai 1630, par le duc de Savoie, pour négocier au camp de Barraux, un traité d'armistice avec le roi de France, Louis XIII, à la suite de l'invasion de la Savoie par les troupes françaises.

#### Le traité du 15 mai 1630
Au camp de Barraux, Charles-Janus de Buttet, en compagnie du seigneur de Sainte-Colombe, négocie au nom du duc de Savoie un traité d'armistice en 18 points :
- 1/L'honneur, les biens, meubles et immeubles, en quel lieu qu'ils soient, appartenant aux habitants de Chambéry, seront conservés pour tout ordre de personnes, sans aucun ravage, ni pillage, emprisonnement, ni rançon; et tous les papiers et titres de son altesse de Savoie pourront être retirés en lieu de sureté.
- 2/Les ministres, officiers et serviteurs de S.A. continueront à jouir de leurs privilèges.
- 3/Il sera loisible aux gentilshommes qui se trouvent en campagne, d'aller et de revenir en ville, pendant deux mois, pour se résoudre au parti qui leur paraîtra plus convenable.
- 4/Entre toutes les conditions demandées par les habitants de Chambéry, la suivante sera la première et la principale, savoir: qu'ils seront conservés dans la   religion Catholique, Apostolique et Romaine, sans qu'on puisse exercer aucun autre culte dans leur ville.
- 5/Les privilèges accordés à la ville seront maintenus et observés, selon leur forme et teneur, et les habitants ne seront point désarmés, attendu qu'ils offrent le serment de fidélité à S.M.
- 6/L'armée de S.M. n'entrera point dans la ville, mais seulement le roi et les seigneurs de sa Cour.
- 7/Les prisonniers de guerre seront remis en liberté.
- 8/Ceux qui ont été envoyés aux études hors du pays, avant la présente guerre, et tous les bourgeois habitant hors de la ville, pourront y rentrer.
- 9/Les arrêts rendus par les tribunaux suprêmes seront exécutés selon leur forme et teneur.
- 10/Les magistrats seront remboursés de leurs charges, si elles sont supprimées.
- 11/Toutes les inféodations, donations et mandats de S.M. et de ses prédécesseurs auront plein effet.
- 12/Les états généraux de Savoie seront convoqués et se tiendront comme c'était l'usage anciennement.
- 13/La justice souveraine et suprême pour le duché de Savoie, devra s'exercer à Chambéry et non ailleurs.
- 14/Les monnaies de Savoie auront cours dans le pays, pendant six mois et par provision.
- 15/Les bourgeois seront exempts de taille, pour tous les biens qui en furent déclarés exempts, l'an 1584.
- 16/Les ecclésiastiques ne payeront aucun décime.
- /17 et 18 : supprimés par les émissaires de Louis XIII. En effet, Charles-Janus de Buttet avait demandé un délai de six jours pour obtenir la ratification du traité par le duc de Savoie, car le roi de France veut faire son entrée à Chambéry dès le 17 mai, sans tenir compte du duc de Savoie. Charles-Janus de Buttet est donc amené à ratifier directement le traité au nom de son souverain. Le roi Louis XIII va supprimer le Souverain Sénat de Savoie auquel il substitue un Conseil Souverain de Justice Français, mais il observe les autres clauses du traité jusqu'à la paix de Cherasco, intervenue le 6 avril 1631, sous le règne de Victor-Amédée Ier de Savoie, successeur de son père, mort de la peste le 26 juillet 1630.

Le traité de Cherasco du 6 avril 1631, inspiré par l'abbé Mazarin , permet au duc Victor-Amédée de Savoie, de recouvrer la totalité de la souveraineté de son pays, à l'exception du fort de Pignerol, cédé au royaume de France et d'obtenir la réouverture du Souverain Sénat de Savoie que Louis XIII avait dissous au mois de mai 1630.

#### L'entrée solennelle de Louis XIII à Chambéry
Louis XIII, entouré des seigneurs de sa Cour, fait son entrée solennelle à Chambéry dès le 17 mai 1630, à 8 heures du matin. Il est reçu en grande pompe par Charles-Janus de Buttet, entouré des syndics de la ville en robe de satin violet et de tous les magistrats du Souverain Sénat de Savoie, en toge de pourpre et en toque de fourrure d'hermine. Les clauses du traité de Barraux vont s'appliquer pendant 13 mois, mais entretemps, le Ier syndic de Chambéry est mort en fonction au cours de l'épidémie de peste qui ravage le pays.

#### Contexte historique
Les savoyards ont  pris depuis longtemps l'habitude de voir leur pays envahi par les troupes françaises, au temps du roi François Ier, de son fils Henri II et d'  Henri IV. Les ducs de Savoie, tournés vers l'Italie, privilégiaient la défense du Piémont et, au grand désarroi des savoyards, dégarnissaient la Savoie de leurs troupes. 
Le roi Louis XIII et Richelieu bénéficient en 1630 de cette faiblesse stratégique. Bien décidé à faire la conquête du pays, le monarque arrive en personne à la frontière de la Savoie, à la tête d'une armée de vingt mille hommes. Il était accompagné de la plus brillante noblesse du royaume. Trois maréchaux de France dirigeaient alternativement l'expédition : Chatillon, Bassompierre et Créqui.
Chambéry est attaqué le 12 mai 1630. Les habitants livrés à eux-mêmes se défendent autant qu'ils peuvent et capitulent le 14 mai avec des conditions honorables. Puis l'armée française investit Rumilly qui se signale par sa défense héroïque. Les vainqueurs démolissent la place de fond en comble ainsi que le fort de l'Annonciade. Puis, ils occupent Annecy, Talloires, Faverges, Ugine et Conflans. Les troupes du prince Thomas de Savoie se replient sur le fort de Briançon. Tandis que Basompierre refoule les savoyards au-delà des Alpes, Créqui s'empare du fort de Charbonnières occupe la  Maurienne jusqu'au Mont-Cenis. Le maréchal de Chatillon passe à l'attaque de Montmélian… Mais, la citadelle est défendue vaillamment par le comte Jaffré de Cavour et les Français doivent se contenter de faire vainement le siège de la citadelle : ils ne bénéficieront pas  du même succès que celui des armées d'Henri IV au siège de la célèbre forteresse savoyarde en 1600.
Trente-quatre jours ont suffi pour la conquête de la Savoie. Elle coûtait 64 hommes à l'armée royale française. Le duc Charles-Emmanuel Ier, accablé par ses défaites successives, parle d'abdiquer, mais il meurt de la peste  le 26 juillet 1630 au camp de Savillan, sans avoir revu sa patrie savoyarde. Les chroniqueurs de son temps estiment que sa mort fut le salut de la dynastie et de la Savoie, après quelque cinquante années de bataille. La Savoie devait renaître avec la paix de Cherasco et le printemps de 1631.

### Mort et sépulture
Charles-Janus de Buttet meurt de la peste le 16 septembre 1630 et il est inhumé à Sainte-Marie-Égyptiaque de Chambéry dans le tombeau de la famille de Buttet.